# Karol Rathaus
Karol Rathaus (Ternopil', 16 settembre 1895 – Flushing, 21 novembre 1954) è stato un compositore ebreo tedesco-austriaco che emigrò negli Stati Uniti via Berlino, Parigi e Londra, sfuggendo all'ascesa del nazismo in Germania.

## Biografia
Karl Leonhard Bruno Rathaus (anche Leonhard Bruno) nacque nella città ucraina di Ternopil' (parte dell'Austria-Ungheria nel 1895); iniziò a comporre in tenera età, iniziando i suoi studi nel 1913/1914 presso l'Accademia delle arti e della musica di Vienna. I suoi studi furono interrotti dal servizio militare durante la prima guerra mondiale. Come uno degli allievi preferiti di Franz Schreker, Rathaus lo seguì all'Accademia di Musica di Berlino, dove continuò a studiare musica e composizione. Dopo la laurea, Rathaus accettato la posizione di insegnante di composizione e teoria musicale all'Universität der Künste di Berlino. Rathaus visse a Berlino dal 1922 al 1932 e durante questo periodo le sue prime composizioni fecero scalpore e ottennero un grande successo.
Dopo la sua opera Fremde Erde del 1930 Rathaus si dedicò a creare musica per film e fu tra i compositori di colonne sonore artisticamente più rilevanti in Germania prima del 1933. Scrisse la musica per tre film di Fyodor Ozeps. Nel 1933 andò a Parigi e visse a Londra dal 1934 al 1938, prima di stabilirsi definitivamente a New York.
Nel 1940 divenne professore di composizione al Queens College. In questa posizione raggiunse prestigio e popolarità. Ebbe inoltre successo come compositore, scrivendo molti lavori su commissione e diverse colonne sonore.
Morì all'età di 59 anni nel quartiere Flushing del distretto di New York City nel Queens. Suoi manoscritti, opere pubblicate e corrispondenza da e verso Rathaus sono disponibili per la ricerca presso il Queens College Special Collections and Archives.

## Eredità
La sua produzione compositiva comprende principalmente opere strumentali: sinfonie, lavori orchestrali, serenate, sonate e balletti. Vedeva le sue composizioni nella tradizione di Richard Strauss, Gustav Mahler, Igor Stravinsky e il suo insegnante Franz Schreker.
Nella Germania nazista le sue composizioni furono classificate come "arte degenerata" e fu ad esse assegnato un divieto di esecuzione. Ora è considerato uno dei molti grandi "compositori in esilio".
Rathaus era sposato con Gerta e aveva un figlio di nome Bernt. Nel 2016 è stato girato un documentario sulla sua vita in esilio.

## Filmografia selezionata
- The Trunks of Mr. O.F. (1931)
- Here's Berlin (1932)
- Let Us Live (1939)